# Rheum uninerve
Rheum uninerve là một loài thực vật có hoa trong họ Rau răm. Loài này được Maxim. miêu tả khoa học đầu tiên năm 1880.